# Сімона Катаріна Ґауль
Сімона Катаріна Ґауль (нім. Simone Catharina Gaul) — німецька журналістка і режисер.
З 2004 року працювала в газеті Stuttgarter Zeitung. У 2004—2009 роках навчалася за спеціальностями «романістика» та «політологія» у Штутгартському університеті та Сорбонні. Закінчивши навчання, почала працювати в Баден-Вюртемберґській кіноакадемії.
Сімона багато подорожувала Західною Африкою, де зустріла Бінту — героїню її останнього фільму. Мотивацією для створення цієї документальної стрічки стала міцна дружба, що зав'язалася між жінками, а також прагнення показати, що «втрачений африканський континент» — це не лише катастрофи, голод та війни. Це і маленький успіх окремих особистостей.

## Фільмографія
- «Історії про щурів» (2011)
- «Прискорення часток» (2012)
- «Літаки в голові» (2014)
- «Бінту» (2014)